# ITV2
ITV2是英國的一個免費電視頻道，由獨立電視公司的子公司ITV數位頻道所有。ITV2開播於1998年12月7日，曾長期是英國五個無線類比電視頻道之外收視率最高的電視頻道（但現在被其姊妹頻道ITV3超過）。
ITV2主要播出面向16至34歲觀眾的節目，其中不少是美國進口節目，包括《緋聞女孩》和《吸血鬼日記》，以及成人動畫節目（如《蓋酷家庭》和《特工老爹》）。ITV2也重播ITV主頻道的肥皂劇和娛樂節目，如《加冕街》和《愛默戴爾》。ITV2亦播出原創娛樂節目，如《名人果汁》和《愛島》。

## 歷史
在1982年第四台開播之前，「ITV2」有時被用來指代英國第二個商業電視網。1990年代後期，「ITV2」這一名詞重新出現。當時英國即將開始地面數碼電視，各無線電視企業因此獲得部分帶寬，可用於播出新的頻道。格拉納達、卡爾頓和聯合新聞媒體因此在1998年共同開播了ITV2。雖然ITV2現在是一個娛樂頻道，但在1998年開播時是一個綜合頻道。當時新聞節目佔據了ITV2節目表的重要部分。此外當時的ITV2還播出《駭人命案事件簿》、《摩斯探長》、《法官朱迪》等節目，以及肥皂劇《愛默戴爾》和《加冕街》的剪輯版，週六足球賽果。
獨立電視公司在2006年10月30日開播了ITV2的一小時時移頻道，並於2008年3月17日實現時移頻道的24小時播出。
除了英國本國之外，愛爾蘭、瑞士等國亦可觀看ITV2。
自2012年2月29日開始，ITV2可以在海峽群島上的Freeview上觀看。在此之前數月，獨立電視公司併購了海峽電視。

## 獎項
ITV2在2007年獲得廣播數位獎的年度頻道獎，並在2013年再次獲獎。ITV2還在2007年的愛丁堡國際電視節上獲得年度非無線電視頻道獎。

## 批評
2014年，ITV2因《Dapper Laughs: On the Pull》節目而受到爭議。該節目因宣傳對女性的暴力而受到批評。一份要求停播該節目的請願書有多達68,210人簽字。ITV未續約該節目的第二季。

## 附屬頻道

### ITV2 +1
ITV2 +1開播於2006年10月30日，和其同時開播的還有ITV3 +1。

### ITV2 HD
ITV2 HD是ITV2的高畫質同步播出頻道，自2010年10月7日開始播出。 

## 品牌
在其剛開播時，ITV2的標誌和ITV主頻非常類似。在纽卡斯尔联足球俱乐部參加2004–05年歐洲足協盃時，該頻道曾在比賽日更名為ITV Toon（取自於纽卡斯尔联的暱稱「the Toon」），頻道的代表色也從黃藍改為黑白（纽卡斯尔联的代表色）。
作為ITV刷新企業形象的一環，ITV2在2013年1月14日變更了標誌。頻道口號改為「the home of infectious entertainment（感動娛樂之家」，並啟用了紅色的新標誌。
2015年8月12日，ITV2更新了頻道形象，頻道標誌字體未變，但顏色從紅色改為綠松色。

## 外部連結
- itv.com上《ITV2 》的資料